# Приісковий
При́ісковий (рос. Приисковый) — селище міського типу у складі Нерчинського району Забайкальського краю, Росія. Адміністративний центр Приісковського міського поселення.

## Населення
Населення — 1520 осіб (2010; 1649 у 2002).